# Khoutchni
Khoutchni (en russe: Хучни; en tabassaran: Хючна, Khioutchna) est un village du sud du Daguestan dans le Caucase (fédération de Russie). C'est le centre administratif du raïon tabassaran et du conseil rural de Koutchni.

## Étymologie
Le nom du village provient du mot en tabassaran khioutch («хюч»), que l'on peut traduire par «chasse».

## Géographie
Le village se trouve sur la rive gauche de la rivière Roubas, à la confluence de son affluent droit l'Aradir. Il est à 50 km au sud-ouest de la ville de Derbent et à 140 km au sud de Makhatchkala.

## Histoire
Jusqu'au milieu du XVIIe siècle, Koutchni était la résidence  de la principauté tabassarane, puis du cadiat  des 
Tabassarans.
En 1934, il devient le centre administratif du raïon des Tabassarans.
Koutchni a souvent joué le rôle de porte du Bas-Tabassaran vers le Haut-Tabassaran, de l'intérieur vers Derbent. .

## Population
| Année | Nombre d'habitants |
| ----- | ------------------ |
| 1939  | 786                |
| 1959  | 1523               |
| 1970  | 1804               |
| 1979  | 2570               |
| 1989  | 3991               |
| 2002  | 3397               |
| 2010  | 3232               |

Répartition ethnique (nationalités)
D'après le recensement soviétique de 1926, tous les habitants étaient tabassarans.
Selon le recensement de 2010, les Tabassarans sont 85 %, les Azéris, 13 %, les autres, 2 %.

## Infrastructures
Enseignement
- École № 1
- École № 2
- Centre d'enseignement «Iouldach».
- École d'enseignement sportif Gamid Gamidov[7]
- École primaire et secondaire № 1.
- École primaire et secondaire № 3 по spécialisée en volley ball.

Santé
- Clinique du raïon[8],[9]
- Pharmacie.

Culture
- Centre de culture traditionnelle des peuples de Russie[10]
- Musée d'histoire locale[11],[12]
- Bibliothèque.

Économie
- Entreprise Vinograd1 «Виноградарь1» (vigne).
- Entreprise Stroïservis «Стройсервис» (bâtiment).
- Entreprise Radouga «Радуга».
- Entreprise Servis «Сервис».
- Evrostroï ТДS «Еврострой» (bâtiment).
- Ourajaï КФХ «Урожай» (agriculture).

Sport
- Stade de 1 500 places[13].
- Complexe sportif Mirza Kaloukhski[13].

## Lieux à visiter
- L'on trouve près du village une ancienne forteresse, dite des Sept frères et de leur sœur[14].
- Une cascade au nord-ouest du village est appréciée des touristes à la belle saison.